# Станкевич Микола Володимирович
Мико́ла Володи́мирович Станке́вич (рос. Николай Владимирович Станкевич; 9 жовтня 1813, село Удерівка Острогозького повіту Воронезької губернії,— 7 липня 1840, Нові-Лігуре, Італія) — російський філософ, письменник, поет родом з української частини Вороніжчини. Брат Олександра Володимировича Станкевича (1821—1912) — письменника, біографа та видавця літературної спадщини Т. М. Грановського.

## З життєпису
Вчився в Москві й Берліні; засновник російського гегельянства. Під час навчання Станкевича в Московському університеті навколо нього згуртувалися такі різні, але яскраві постаті, як Бєлінський (літературний критик різночинсько-демократичного напрямку), Костянтин Аксаков (майбутній слов'янофіл), Михайло Бакунін (майбутній вождь анархізму) та інші. Був главою знаменитого в історії новітньої російської літератури «гуртка Станкевича».
У 1890 році видано його літературні твори, пізніше — цікаве листування (1914), у якому є місця, присвячені Україні.
Станкевич був першим, хто розшукав і підтримав молодого поета Олексія Кольцова.
Помер на 27-му році життя від туберкульозу, від якого тривалий час безуспішно лікувався.